# Marian Szarmach
Marian Eugeniusz Szarmach (ur. 28 grudnia 1939 w Łasinie) – polski filolog klasyczny, profesor nauk humanistycznych, wykładowca w Katedrze Filologii Klasycznej Uniwersytetu Mikołaja Kopernika w Toruniu.

## Życiorys
Ukończył Liceum Ogólnokształcące w Kwidzynie. W 1963 ukończył na UMK studia z filologii klasycznej, pisząc pracę magisterską u profesora Stefana Srebrnego. W latach 1963–1968 pracował w Liceum Ogólnokształcącym w Sztumie. Uczył tam języka polskiego i historii oraz kierował internatem. W 1965 rozpoczął współpracę z UMK, gdzie w 1967 został asystentem w Katedrze Filologii Klasycznej. W tym samym roku zamieszkał na stałe w Sztumie. W 1971 obronił na UMK doktorat z tragedii greckiej pod kierunkiem profesor Zofii Abramowiczówny, a w 1978 uzyskał habilitację na podstawie monografii o Dionie z Prusy. Współpracował ze sztumskim biuletynem "Solidarności". 11 maja 1990 uzyskał tytuł naukowy profesora nauk humanistycznych.
Jego badania i publikacje dotyczą cesarskiej literatury grecko-rzymskiej, głównie autorów wczesnochrześcijańskich oraz drugiej sofistyki. Jest autorem monografii, wielu przekładów, a także około 130 artykułów (m.in. w języku francuskim i niemieckim) w czasopismach polskich i zagranicznych. W Katedrze Filologii Klasycznej UMK wykładał historię sztuki antycznej. W 2016 przeszedł na emeryturę.
Był przewodniczącym Komitetu Redakcyjnego "Prac Wydziału Filologiczno-Filozoficznego" w Towarzystwie Naukowym w Toruniu. Został również przewodniczącym Komitetu Głównego olimpiady języka łacińskiego oraz Komisji Nagród w Polskim Towarzystwie Filologicznym, jak również członkiem kolegium redakcyjnego organu prasowego PTF – pisma "Eos".
Jest członkiem Polskiej Akademii Umiejętności oraz Komitetu Nauk o Kulturze Antycznej PAN.
15 stycznia 2010 został pierwszą osobą odznaczoną medalem "Zasłużony dla Ziemi Sztumskiej".

## Niektóre publikacje
- Flawiusz Filostratos, Żywot Apolloniosa z Tyany (przekład, wstęp i komentarze), Toruń 2000
- Flawiusz Filostratos, Rozmowa o herosach (przekład, wstęp i komentarze), Toruń 2003